# Географија Азије
Географија Азије разматра географске концепте класификације Азије, која обухвата 58 земаља и територија.

## Географске карактеристике

### Границе
Подручје Азије није збир површина сваке од њених регија које су дефинисане независно од целине. На пример, границе Јужне Азије и Западне Азије зависе од тога ко их дефинише и за коју сврху. Ове различите дефиниције се генерално не одражавају на карти Азије као целине; на пример, Египат је типично укључен на Блиски исток, али не и у Азију, иако је највећи део Блиског истока у Азији.
Разграничење између Азије и Африке су Суецки канал, Суецки залив, Црвено море и Баб ел Мандеб.
Граница са Европом почиње обалом источног Медитерана, иако се Турска на Блиском истоку протеже делом до Егејских острва и укључује Истанбул на европској страни Босфора. На северу се обично сматра да граница између континената Азије и Европе пролази кроз Дарданеле, Мраморно море, Босфор, Црно море, Кавкаске планине, Каспијско море, реку Урал до њеног извора и дуга граница углавном прати источну страну Уралских планина до Карског мора у Русији. Северна граница је Северни ледени океан. Берингов мореуз дели Азију од Северне Америке.
На југоистоку Азије налазе се Малајско полуострво (граница копнене Азије) и Индонезија („Острва Индије“, бивша Источна Индија), огромна нација међу хиљадама острва на шелфу Сунде, великих и малих, насељених и ненасељених. Аустралија у близини је други континент. Пацифичка острва североисточно од Аустралије удаљенија од Јапана и Кореје су Океанија, а не Азија. Од Индонезије граница иде дуж Индијског океана до Црвеног мора. Већина острва у Индијском океану су азијска.

### Укупне димензије
Вишеструки извори дају различите процене подручја које затвара имагинарна граница Азије. Атлас света Њујорк тајмса даје 43.608.000 квадратних километара. Chambers World Gazetteer заокружује на  44 милиона квадратних километара,  док Concise Columbia Енциклопедија даје 44.390.000 квадратних километара. Пирсонс је 2011. навео 44.030.000 квадратних километара. Методе добијања ових бројки и тачно које области обухватају нису откривене.
Површина карте копнене Азије је у потпуности садржана у геодетском четвороуглу формираном од сегмената географске ширине који пролазе кроз њен северни и јужни екстрем и сегмената географске дужине који пролазе кроз источни и западни крај. Рт Чељускин је на 77° 43′ С; Рт Танџунг Пијаи на Малајском полуострву је на 1° 16′ С; Рт Баба у Турској је на 26° 4′ Е; Рт Дежњов је на 169° 40′ В; то јест, континентална Азија се простире на око 77° географске ширине и 195° географске дужине, удаљености од око 8.560 километара дугачак за 9.600 километара широк према Чемберсу, или 8.700 километара дугачак за 9.700 километара широк према Пирсоновом.
Индонезија на југоистоку, нација која се састоји од хиљада острва, додаје значајну територију континенталној Азији и протеже екстремну азијску ширину даље на југ. Географска природа земље поставља питања да ли се море и морско дно рачунају као Азија. О граници између Аустралије и Индонезије се још увек преговара. Тренутно, уговор из 1997. остаје нератификован. Пошто постоје питања права риболова у водама и права на минерале у морском дну, преговара се о две различите границе, једна за водени стуб и једна за морско дно. Најјужнија граница морског дна је 10° 50' Ј, географска ширина тачке А3, заједничка тротачка Аустралије, Индонезије и Папуе Нове Гвинеје. Најјужнија граница воденог стуба је још јужније у тачки З88, 13° 56' 31,8".

## Европски погледи на Азију

### Географски или традиционални поглед
Средњовековни Европљани сматрали су Азију континентом, посебном копном. Европски концепт три континента у Старом свету сеже у античко доба. Дефиниција континената је дуго била и остала првенствено област географа, укључујући културне географе, као и физичке географе. Велика већина географа, у скоро свим атласима и многим другим публикацијама од National Geographic до светке књиге чињеница и географски речник од Меријам-Вебстер, дефинишу Европу, Азију и Африку као континенте.

#### Хеленско порекло
Систем са три континента је био идеја осмишљена у архаичној Грчкој, времену грчке колонијалне експанзије и трговине широм Медитерана и поновног ширења писања. Писање је предуслов писане географије. Изгубљен је током претходног грчког мрачног доба, периода пиратерије на мору и одбрамбеног парохијализма на копну. Претходна микенска Грчка оставила је оскудан запис о неким женама служитељима из места у каснијој Малој Азији званог Азија. Европа је углавном била Грчка, док је Либија била мала регија западно од Египта. Није постојала систематска дефиниција "континент"; међутим, грчки поморци су направили разлику која ће постати једно: острва, несои, наспрам копна, епеирос. Једна етимологија повезује епеир са истим индоевропским кореном из којег потиче енглески „преко“. Јерменски облик значи "банка, обала". Грчки облик мора бити нека врста "копнене земље", без обзира да ли је то непрекидна земља или обала која се надвија. На латинском је то постало continens terra, "непрекидна земља", скраћено на, матично континент.
Већина бродова из архајског периода нису били океански. Помно су пратили обалу, спремни да уђу на први знак невоље. Није изненађујуће што су први континенти били „обале“, као што је то код Херодота, првог историчара чија су дела сачувана, који се ослања на ранију географију која сада недостаје осим фрагмената. Азију дефинишу два акраи, „блефови“ или „обреге“. Један иде од Фасиса у Колхиди (садашња Грузија) на источном крају Црног мора око обале Мале Азије до Феникије. Други води од Феникије до Црвеног мора (старо Црвено море је обухватало и Персијски залив и Индијски океан), а одатле до Индије, након чега „нико не може рећи о каквој се регији ради“.
Азија је једнака њеним обалама, које такође дефинишу Европу и Либију. Северна обала иде ка истоку дуж линије река Фасис и Аракс ; односно јужно од Кавкаских планина, а око југа Каспијског мора. Јужна обала наставља се на Црвено море и реку Нил, пошто је Дарије Велики изградио канал између њих. Ова подела и систем су постојали већ пре Херодота. Он тврди да то не разуме: „Зачуђен сам да су људи икада поделили Либију, Азију и Европу као што јесу, јер су крајње неједнаке. Његово запрепашћење се наставља: „Не могу да схватим зашто су три имена, а посебно женска имена, икада била дата трактту који је у стварности једно... нити могу чак да кажем ко даје три трактата [акрај] њихову имена“. Раније је говорио о два трактата. Он каже да је алтернативна северна граница ушће реке Дон.
Страбон, географ раног римског царства, има објашњење географије коју је Херодот нашао тако збуњујућим. Кључни је захтев за прихват обале у најдревнијим пловидбама. Док је древни морепловац пролазио испод Гибралтарске стене на свом путу у Средоземно море (“наше море” онима који су ту живели), указаше му се две стазе, северна или јужна обала. Страбон каже:
Сада док пловите у мореуз код Стубова, Либија лежи на вашој десној руци до потока Нила, а на вашој левој руци преко теснаца лежи Европа до Донда.
За древне морепловце Нашег мора, континенти су били раздвојени морима. Канал је проширио јужну обалу у Црвено море. Симетрија шеме била је превише геометријска да би се Грци могли одупрети, пошто су све географске масе представљали правилним фигурама ако су могли. У грчкој машти преовладао је троугао са тачкама на Стубовима, Дони и Црвеном мору. Како су стране биле три обале, континенти су били три.

#### Царска римска географија
Географ, Клаудије Птолемеј, прави разлику између географије, која је „представа у слици целог познатог света“ и хорографије („проучавања места“), која „потпуније третира појединости“. Идеја о континентима је географија и представља се као таква. По Птолемејевом мишљењу, корограф је био стручњак за одређено место, као што је капетан брода, трговац или домородац. Географи их консултују, али они не пишу географију осим ако нису обоје.
Птоломеј је био географ средњег Римског царства, Египћанин. Идеја о континентима претходила је царским Римљанима, али је преко њих стигла до модерног времена да би одредила данашње географске погледе, који су побољшања и усавршавања класичног. Наводећи да су „континенти правилније, када је то могуће, ограничени морима него рекама“, Птоломеј дефинише систем од три континента: Европа, Либија, Азија. Његова Либија је данашња северна Африка, која садржи провинцију Африку, чије је име заменило Либију. Одбацујући реку Нил као азијску границу како не би поделио Египат, Птоломеј је одредио Црвено море као границу између Либије и Азије. На северу, граница између Азије и Европе је меридијан кроз ушће реке Дон на север „до непознатог региона“. Мала Азија остаје „Азија такозвана“.
Птоломејева Азија се протеже до Далеког истока, приближно идентична данашњој Азији, само што европска граница пролази кроз будућу локацију Москве, тада дивљине шуме окружене сарматским племенима. У упечатљивом предзнаку европске и азијске Русије, европска Сарматија лежи између реке Висле и реке Дон, док се азијска Сарматија простире источно од Дона до Скитије.

### Геолошки поглед
Недавно истраживање тектонике плоча открило је да Азија има неколико региона који би се сматрали различитим копненим масама ако би се користили стриктно геолошки и тектонски критеријуми (на пример, Јужна Азија и Источна Азија). Дефиниција континенталних плоча је област геолога. Строго у смислу геолошких копнених маса или тектонских плоча, Европа је западно полуострво Евроазије и копнене масе Африке и Евроазије. У потоњем, Европа и Азија су делови Евроазијске плоче, која искључује Арапску и Индијску тектонску плочу.

### Регионални поглед
У људској географији постоји неколико различитих мишљења. Уобичајена школа следи историјску конвенцију и третира Европу и Азију као различите континенте, категоришући источну Азију, јужну Азију и Блиски исток као специфичне регионе ради детаљније анализе. Друге школе изједначавају реч "континент" са географским "регионом" када се односе на Европу и Азију у смислу физичке географије.

### Етнички поглед
У европским језицима, термин „Азијат“ се чешће односи на етничко наслеђе, а не на строго географско подручје. У америчком енглеском, "азијски" се често односи на источне и југоисточне Азијце, док се у британском енглеском азијски често односи на јужне Азијате. Термин Азија и Пацифик се генерално односи на комбинацију источне Азије, југоисточне Азије и острва у Тихом океану – а већина се такође сматра делом Аустралазије или Океаније. Азија садржи Индијски потконтинент, Иранску висораван, Арабијско полуострво, као и део северноамеричке плоче у Сибиру.

## Промена климе у Азији
Климатске промене се дешавају широм света, а посебно су важне у Азији, јер чине већину људске популације. Загревање од 20. века повећава опасност од топлотних таласа широм целог континента.‍:1459  Топлотни таласи доводе до повећања смртности, а потражња за климатизацијом се брзо убрзава као резултат. Очекује се да ће до 2080. године око милијарду људи у градовима јужне и југоисточне Азије доживети око месец дана екстремне врућине сваке године.‍:1460  Утицаји на циклус воде су компликованији: већ сушни региони, првенствено лоцирани на западу. У Азији и Централној Азији ће бити више суша, док ће области источне, југоисточне и јужне Азије које су већ влажне због монсуна доживети више поплава.‍:1459
Воде око Азије су подвргнуте истим утицајима као и другде, као што су повећано загревање и закисељавање океана.‍:1465  У региону постоји много коралних гребена, и они су веома осетљиви на климатске промене,: 1459до те мере да ће практично сви бити изгубљени ако загревање пређе 1,5 °Ц (2,7 °Ф). Карактеристични екосистеми мангрова у Азији су такође веома осетљиви на пораст нивоа мора.‍:1459  Азија такође има више земаља са великом обалном популацијом него било који други континент, што би изазвало велике економске утицаје пораста нивоа мора.‍:1459  Снабдевање водом. у региону Хинду Куша постаће нестабилнији како се његови огромни глечери, познати као „азијски водоторњеви“, постепено топе.‍:1459 Ове промене у циклусу воде такође утичу на дистрибуцију болести које се преносе векторима, уз очекивање маларије и денга грознице. да постану истакнутије у тропским и суптропским регионима.‍:1459 Безбедност хране ће постати неуједначена, а земље Јужне Азије би могле да искусе значајне утицаје глобалне нестабилности цена хране.‍:1494
Очекује се да ће климатске промене погоршати топлотни стрес у Северној кинеској равници, која је посебно рањива јер широко распрострањено наводњавање доводи до веома влажног ваздуха. Постоји ризик да ће пољопривредници бити физички онемогућени да раде на отвореном током врелих летњих дана крајем века, посебно под сценаријом највећих емисија и загревања.
Историјске емисије из Азије су ниже од оних из Европе и Северне Америке. Међутим, Кина је била највећи појединачни емитер гасова стаклене баште у 21. веку, док је Индија трећа по величини. У целини, на Азију тренутно отпада 36% светске потрошње примарне енергије, за коју се очекује да ће порасти на 48% до 2050. До 2040. такође се очекује да ће чинити 80% светске производње угља и 26% светске природне потрошња гаса.‍:1468  Док Сједињене Државе остају највећи светски потрошач нафте, до 2050. се предвиђа да ће се померити на треће место, иза Кине и Индије.‍:1470   Док је скоро половина нових светских капацитета обновљиве енергије у свету. је изграђен у Азији,‍:1470  ово још није довољно да би се испунили циљеви Париског споразума. Они имплицирају да би обновљиви извори енергије чинили 35% укупне потрошње енергије у Азији до 2030. године.‍:1471
Прилагођавање климатским променама је већ реалност за многе азијске земље, са широким спектром стратегија које су покушане широм континента.‍:1534  Важни примери укључују све већу примену климатски паметне пољопривреде у одређеним земљама или принципе планирања „сунђер град” у Кини.‍:1534 Док су неке земље израдиле опсежне оквире као што су План Делта Бангладеша или Јапански закон о прилагођавању клими,‍:1508 друге се и даље ослањају на локализоване акције које нису ефективно увећане.‍:1534

## Општи подаци за земље које је УНСД дефинисао као азијске
Одељење за статистику Уједињених нација, задужено за прикупљање статистичких података о глобалним регионима, укључујући Азију, објављује класификациони стандард Уједињених нација М49, који додељује шифре континенталним регионима, областима и земљама, на основу статистичких сврха, и земаља и региони груписани заједно не имплицирају никакву претпоставку о политичким или другим везама између груписаних земаља. Неки општи подаци о земљама наведеним у М49 за континентални регион, Азију (142), и једну незваничну регију, „Северна Азија“, представљени су у наставку.
М49 је уређај за прикупљање корисних статистичких података за УНСД и предложени је референтни водич који се нуди као глобални стандард за све агенције и институције у оквиру различитих одјељења УН-а који би могли бити заинтересовани. Одељење за статистику Уједињених нација не представља га као ауторитативни стандард или као стандард који је валиднији или вреднији усвајања од неког другог. То није услов за друге агенције у оквиру Уједињених нација, које користе сопствене стандарде који су погодни за њихов рад.
Ниједна нација није усвојила М49 као обавезни стандард. Међутим, то одражава општу употребу у вези са политичком географијом Азије. М49 се често ажурира како би одражавао променљиве геополитичке околности.
Један проблематичан аспект класификације Азије који још увек није дефинитивно обрађен од стране Одељења за статистику је „Северна Азија“, која нема регионални код и тренутно није званично регион Азије . Русија, или „Руска Федерација“, је нација Европе. Назив „Северна Азија” је незванично признат; на пример, Група експерата УН за географска имена укључује Одсек за источну Европу, северну и централну Азију. „Северна Азија“ долази из традиционалне употребе, која дели Европу од Азије на Уралским планинама. Нико у УН не предлаже да се европска Русија укључи у Азију или да се азијска Русија укључи у Европу. Њихова политика је да се нација једном појави у једном региону. Изабрали су Европу. Проблем остаје нерешен.